# Championnat de Moldavie de football 2001-2002
Navigation
Championnat de Moldavie 2000-2001 Championnat de Moldavie 2002-2003
Le Championnat de Moldavie de football 2001-2002 est la 11e édition de ce championnat.

## Classement[1]
| Rang | Équipe                     | Pts | J  | G  | N  | P  | Bp | Bc | Diff |
| ---- | -------------------------- | --- | -- | -- | -- | -- | -- | -- | ---- |
| 1    | Sheriff Tiraspol           | 67  | 28 | 20 | 7  | 1  | 62 | 18 | +44  |
| 2    | Nistru Otaci               | 52  | 28 | 14 | 10 | 4  | 40 | 19 | +21  |
| 3    | FC Zimbru Chișinău         | 48  | 28 | 13 | 9  | 6  | 52 | 20 | +32  |
| 4    | Constructorul-93 Cioburciu | 37  | 28 | 10 | 7  | 11 | 36 | 42 | -6   |
| 5    | FC Hîncești                | 32  | 28 | 7  | 11 | 10 | 30 | 40 | -10  |
| 6    | Agro Chișinău              | 29  | 28 | 8  | 5  | 15 | 25 | 38 | -13  |
| 7    | Tiligul-Tiras Tiraspol     | 25  | 28 | 6  | 7  | 15 | 24 | 46 | -22  |
| 8    | Happy End Camenca          | 15  | 28 | 3  | 6  | 19 | 23 | 69 | -46  |

|  | Champion              |
|  | Barrage de relégation |
|  | Relégué               |

## Barrage de relégation
| 2002 | Tiligul-Tiras Tiraspol (D1) | 1-2 | FC Politehnica Chișinău (D2) |  |  |
|      |                             |     |                              |  |  |

## Bilan de la saison
| Tableau d'Honneur                   |                  |
| Compétition                         | Vainqueur        |
| Championnat de Moldavie de football | Sheriff Tiraspol |
| Coupe de Moldavie de football       | Sheriff Tiraspol |

| Promotions et relégations   |                                           |
| Relégués en Divizia A       | Tiligul-Tiras Tiraspol Happy End Camenca  |
| Promus en Divizia Națională | FC Dacia Chișinău FC Politehnica Chișinău |